# Comano (Italia)
Comano es una localidad italiana de la provincia de Massa-Carrara, región de Toscana, con 781 habitantes.
Fue parte del municipio de Fivizzano hasta abril de 1918.

Ubicación de la ciudad de Comano dentro de la provincia de Massa-Carrara.

## Evolución demográfica
| Gráfica de evolución demográfica de Comano entre 1861 y 2001 |
|                                                              |
| Fuente ISTAT - Elaboración gráfica por parte de Wikipedia    |